# Stemodia bartsioides
Stemodia bartsioides là một loài thực vật có hoa trong họ Mã đề. Loài này được Benth. miêu tả khoa học đầu tiên năm 1832.